# Mohsen Hassan
Mohsen Hassan, né le 10 octobre 1970 à Mahdia, est un homme d'affaires et homme politique tunisien.
Il est nommé le 6 janvier 2016 comme ministre du Commerce dans le gouvernement de Habib Essid.

## Biographie

### Études
Originaire d'Essouassi dans le gouvernorat de Mahdia, Mohsen Hassan poursuit ses études à l'Institut de financement du développement du Maghreb arabe avant d'étudier à l'université Panthéon-Sorbonne à Paris.

### Carrière professionnelle
Il est expert consultant auprès de nombreuses organisations internationales. Il a été professeur en sciences économiques à la faculté des sciences économiques et de gestion de Tunis (ar).

### Carrière politique
En 2011, il devient porte-parole de l'Union patriotique libre.
Il est élu député dans la première circonscription de Tunis lors des élections législatives de 2014. Le 23 janvier 2015, il est proposé comme ministre du Tourisme dans le gouvernement de Habib Essid, mais ce gouvernement ne reçoit pas le vote de confiance de l'Assemblée des représentants du peuple (ARP). Il renonce alors à ce poste et se voit remplacé par Selma Elloumi.
Le 6 janvier 2016, il est nommé ministre du Commerce lors du remaniement du gouvernement Essid. Il démissionne alors des postes qu'ils occupent dans plusieurs sociétés, notamment celui de PDG du groupe GMH, pour éviter tout conflit d'intérêts. Ces entreprises sont actives dans les domaines des conseils immobiliers, du commerce des voitures et de la restauration rapide. Il est alors remplacé à l'ARP par Olfa Jouini, qui prête serment le 9 février.
Après son départ du gouvernement, il quitte l'Union patriotique libre le 17 décembre 2016 et rallie Nidaa Tounes, qu'il quitte le 15 octobre 2018.